# Fredag
 Ikke at forveksle med Friday.
Fredag er en ugedag og normalt en arbejdsdag. Det er muslimernes hellige dag svarende til jødernes sabbat (lørdag) og de kristnes søndag.
I lande som efter den internationale standard ISO 8601 har indført mandag som ugens første dag, er dagen ugens femte. I slaviske sprog kaldes fredag derfor "femtedag"  (kroatisk petak, slovakisk piatok, låneord i ungarsk som pentek).
Fredag er den sjette dag i de lande, som efter abrahamitisk tradition har søndag som ugens første dag.
Fredag er opkaldt efter Frigg, Odins hustru og mor til Balder. Ordet kom allerede i 300-tallet ind i germanske sprog som et låneord fra latin dies Veneris.
Inspireret af græsk "Afrodites dag" blev fredag i den romerske kalender "Venus' dag", dies Veneris, som er let genkendelig i moderne romanske sprog som fransk vendredi og italiensk venerdí - mens portugisisk danner undtagelse ved at kalde fredag sexta-feira  (= sjettedag, dvs. sjette dag med liturgisk fejring).
I kristendommen forbindes fredag med Kristi korsfæstelse på langfredag. Derfor var fredag i katolsk tid en fastedag, og denne betegnelse har overlevet på Island, hvor fredag stadig kaldes föstudagur.
I ældre folketro var fredag en ulykkesdag. I nyere tid er især fredag den 13. knyttet til overtro med frygt for uheld og ulykker. Forsikringsselskabernes statistik afkræfter dog helt, at der er noget i det.
En dansk helligdag falder altid på en fredag, nemlig langfredag i påsken.